# Georges Ohsawa
 (octobre 2015).
Si vous disposez d'ouvrages ou d'articles de référence ou si vous connaissez des sites web de qualité traitant du thème abordé ici, merci de compléter l'article en donnant les références utiles à sa vérifiabilité et en les liant à la section « Notes et références ».
Georges Ohsawa, né à Kyoto le 18 octobre 1893 et mort à Tokyo le 24 avril 1966, est un enseignant japonais qui fonda le mouvement connu sous le nom de « macrobiotique ». Son véritable nom était Yukikazu Sakurazawa (en japonais : 桜沢如), mais il signait aussi Nyoiti — prononcé [ ɲo̞it͡ɕi] — Sakurazawa.

## Biographie
Georges Ohsawa naît à l’époque des dérèglements sociaux causés par la réforme de Meiji, qui a basculé soudainement un Japon au mode de vie ancestral dans la modernité. Il grandit au sein d’une famille très pauvre ; à l’adolescence, on lui diagnostique la tuberculose (dont sont décédés divers membres de sa famille) et il se guérit avec la thérapeutique naturelle du Dr Sagen Ishizuka (1850-1909). Celle-ci préconisait la guérison des maladies sans médicament, en équilibrant le rapport entre le sodium et le potassium dans l’alimentation. Cette méthode, qui rencontre un grand succès, était une adaptation scientifique de l’ancienne tradition médicale chinoise, basée sur le principe d’équilibre entre Yin et Yang.
Ohsawa approfondit cette thérapeutique et, à travers ses propres études et recherches, la développe jusqu’à créer ce qui devient la macrobiotique : un enseignement, autant philosophique que pratique, pour aider à développer le jugement. Le restant de sa vie il se consacre à le propager, convaincu de que si l’on applique les principes de cet enseignement, on peut résoudre les problèmes et conflits de l’humanité.
Dans ce but, tout en animant des cours, des conférences et des camps d’étude, Ohsawa écrit des centaines de livres, aide de nombreux malades avec sa méthode alimentaire[réf. nécessaire], collabore avec divers scientifiques[réf. nécessaire], fait connaître en Occident différentes disciplines extrême-orientales et rencontre diverses grandes personnalités du XXe siècle.
Dès 1953, il commence à enseigner de façon systématique à travers le monde : il séjourne surtout en France et en Belgique, mais également dans d’autres endroits d’Europe et aux États-Unis. Dans ces différents pays sont créés des groupes d’étude et des centres permanents, des périodiques, des restaurants et des usines de produits macrobiotiques[réf. nécessaire].
Georges Ohsawa laissa beaucoup de disciples derrière lui : certains sont devenus des enseignants, comme Herman Aihara en Californie, Tomio Kikuchi au Brésil, Michio Kushi à Boston, René Lévy à Saint-Gaudens (France), Françoise Rivière à Paris ou Jacques Skalka en Belgique. D’autres ont fait un travail important pour la diffusion de son œuvre, comme Clim Yoshimi (ancien secrétaire d’Ohsawa et traducteur de ses écrits japonais en français), William Dufty (a fait connaître son œuvre aux États-Unis) ou Jean Baudry (a réalisé diverses études à partir de son enseignement), Roland Yasuhara et Josiane Bagno en Belgique...
Sa compagne Lima, née le 17 avril 1899, a dirigé le « Centre International Ignoramus » (centre macrobiotique du Japon) dont elle fut la présidente jusqu’à sa mort, survenue de causes naturelles dans son sommeil à Tokyo le 9 novembre 1999 à l'âge de 100 ans. Elle a constamment pratiqué la voie macrobiotique de la longévité, et jusqu'à ses dernières années elle a continué à enseigner des cours de cuisine dans le centre de Tokyo pour des milliers d'étudiants venus du monde entier.

## Enseignement
Georges Ohsawa enseigne le « Principe Unique », ou principe ultime du fonctionnement de l’univers. Ce principe, qui est à la base de la cosmologie extrême-orientale, part de la constatation de l’existence de deux forces primordiales, opposées mais complémentaires (dites Yin-Yang en chinois, In-Yo au Japon) qui, à travers leurs interactions, créent tous les phénomènes du « monde fini » ou « manifesté ». C’est un principe moniste, qu’Ohsawa nomme le « monisme polarisable » : les deux forces sont la manifestation du Un et cherchent continuellement l’équilibre pour récréer une unité.
Pour Ohsawa il s’agit d’une réalité vérifiable qui, par sa simplicité, peut être aisément appliquée par tous pour comprendre tout problème concret de la vie, dans n’importe quel domaine. Mais il considère également que cette vieille connaissance a été altérée et déformée, devenant exclusivement métaphysique et perdant son aspect pratique. 
Son but est d’en présenter une nouvelle interprétation, simplifiée, actualisée et adaptée à la mentalité moderne, matérialiste et scientifique — Ohsawa insiste sur le fait « qu’il n’a rien inventé ». Pour cela, la conception de Yin et Yang qu’il propose est physique, ce qui explique les apparentes contradictions avec d’autres disciplines traditionnelles. En acupuncture, par exemple, certains organes sont considérés Yin car abordés du point de vue métaphysique (dans ce cas, énergétique) ; par contre, selon l’enseignement d’Ohsawa, ces mêmes organes seront Yang, car décrits du point de vue physique, de la structure. 
La caractéristique fondamentale de l’enseignement d’Ohsawa est son aspect pratique. Il attire notamment l’attention sur l’influence primordiale qu’exerce l’alimentation, non seulement sur la santé, mais aussi sur le comportement et le jugement. Il considère qu’obtenir une “bonne santé” est la base qui permet le développement d’un jugement capable de saisir la globalité ou réalité. Cela dit, sa notion de « bonne santé » diffère sensiblement de celle généralement admise : il ne s’agit pas de “se sentir bien” ou de “ne pas être malade” mais d’atteindre un état qui nous permette de mener une vie libre et indépendante. 
Ohsawa s’est exprimé surtout oralement, mais aussi par écrit, publiant plus de trois-cents ouvrages rédigés directement par lui en diverses langues. Il a aussi développé une série de schémas et de tableaux explicatifs, véritable concentré de son enseignement : il y explique, à travers Yin-Yang, les “lois” et “théorèmes” qui constituent “l’ordre de l’univers”, le fonctionnement du jugement humain, le développement des maladies, les conditions de la santé, l’équilibre des repas, etc. 
Il a classifié les aliments selon Yin et Yang et a donné des points de repère pour permettre à chacun de trouver une diète adaptée à son cas ; pour cela il a fait d’innombrables expériences sur lui-même pour étudier les effets des différentes nourritures, développant ainsi une sorte de pharmacopée alimentaire très large et précise.
Ohsawa enseigne essentiellement l’indépendance ; on ne trouve aucun interdit dans son enseignement, il conseille simplement l’application des lois universelles dans la vie de tous les jours et dans l’alimentation en particulier, ce qui permet de s’adapter aux circonstances, toujours changeantes. Il appelle constamment à ne pas croire sans discernement, à tout vérifier et comprendre par soi-même : « N’ayez confiance qu’en vous-même, qu’en votre jugement suprême, suivez votre propre chemin. Ne vous fiez à aucun Maître. Écoutez, pratiquez, constatez et comprenez par vous-même. Soyez un homme libre ! »

## Le langage de Georges Ohsawa
Ohsawa s’exprimait à la façon zen, c’est-à-dire de manière paradoxale.
D’un côté, il fit un grand effort pour se faire comprendre du public occidental, en utilisant son langage et ses références. D'un autre côté, il s'expliquait de manière très peu scolaire : il posait énormément de questions, que les étudiants devaient résoudre seuls ; il avait souvent un comportement sévère – tout en faisant preuve de beaucoup d’humour – et, en général, il laissait « mûrir » chacun à son rythme, même si cela était source d’erreurs de compréhension.[réf. nécessaire]
Avec cette façon de faire, il cherchait à secouer les gens, en les mettant face à eux-mêmes pour les « réveiller » et les aider à développer leur jugement.[réf. nécessaire]
En conséquence, l’enseignement d’Ohsawa est parfois difficile d’accès pour le néophyte, car il réclame un minimum de vision d’ensemble.[réf. nécessaire]

## Chronologie

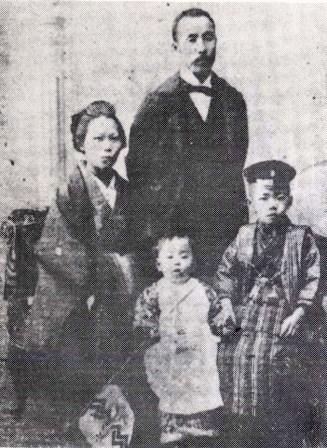
Ohsawa à sept ans avec ses parents et son petit frère.

- 1893 - Naissance à Kyôto, le 18 octobre.

- 1902 - Mort de sa mère, âgée de 29 ans, de tuberculose. Ses deux sœurs étaient mortes précédemment en bas âge. Son père avait quitté le foyer conjugal.

- 1908 - On lui diagnostique la tuberculose pulmonaire et intestinale. Mort de son frère cadet à l’âge de 16 ans.

- 1910 - Abandonné par la médecine classique[réf. nécessaire] (hémoptysies graves). Écrit des poèmes et les publie dans des revues féminines.

- 1912 - Recouvre la santé grâce à la méthode du Dr Sagen Ishizuka (1850-1909)[réf. nécessaire], qui préconise une thérapeutique alimentaire basée sur l’équilibre Na (Sodium) / K (Potassium).

- 1913 - Engagé comme commis dans une maison d'import-export de Kōbe.

- 1914 - Diplômé de l'école de langue française de Kobe, mais perd son emploi quand éclate la Première Guerre mondiale. Devient commissaire de bord au long cours. Arrive en France pour la première fois.

- 1915 - Devient le gérant à Kobe de la succursale de la Nakagiri Trading Co., une compagnie d'import-export.

- 1916 - Devient membre de la société Shokuyo-Kai (食養会), du Dr Sagen Ishizuka, et écrit des articles pour leur revue Shokuyo-Zashi ; il réclame déjà une agriculture écologique sans engrais chimiques. Étudie la philosophie et la médecine traditionnelles (plus tard il deviendra président de la Société des Médecins Traditionnels du Japon)

- 1917 - Nommé Directeur Général de la succursale à Kobe de la société d'import-export Kumazawa. Donne des conférences sur la Macrobiotique et en fait connaître les produits spécifiques. Voyages annuels vers l’Europe et d’autres pays pour son travail.

- 1919 - Fait paraître une revue littéraire en caractères latins : Yomigaeri.

- 1920 - Importe au Japon des appareils émetteurs-récepteurs, des caméras spéciales ("Debrie" et "Parvo") qu’il modifie et des pellicules "Kodak" ; obtient des brevets et écrit Technique moderne du cinéma. Traduit aussi Les Fleurs du Mal, de Baudelaire.

- 1923 - Prend en charge les survivants du siège social de sa compagnie après le grand tremblement de terre de la région de Kantô.

- 1924 - Abandonne sa carrière et se consacre entièrement au mouvement Shokuyo-Kai.

- 1927 - Devient rédacteur en chef de la revue Shokuyo-Zash:;i, existant depuis 1907.

- 1928 - Organise le premier stage d'été du "Principe Unique" à Hokkaido. Publie ses premiers livres traitant de la Macrobiotique : La Physiologie de la Mentalité Japonaise, Conférences sur la Macrobiotique et Le Dr Sagen Ijizuka. Dirige un ciné-club dans le but d’instruire le peuple.

- 1929 – 1931 - Arrive à Paris par le Transsibérien, pour proposer la philosophie du Principe Unique en Europe. Insiste sur l'unification des cultures de l'Est et de l'Ouest ; crée une amicale franco-japonaise. Étudie à la Sorbonne et à l'Institut Pasteur en tant qu’auditeur libre. Pendant cette période, il vit dans la plus grande pauvreté (pour manger, il cueille des herbes sauvages dans les parcs de Paris, ramasse les restes de légumes qu’il trouve après les marchés et achète des graines vendues comme nourriture pour les oiseaux). Écrit des romans policiers.

- 1931 - Publie son premier livre en français : Le Principe Unique de la Philosophie et de la Science d’Extrême Orient (Librairie philosophique J. Vrin, Paris), préfacé par René Grousset de l'Académie française et par Serge Elisséev, philosophe.

- 1929 – 1935 - Collabore avec Soulié de Morant à l’introduction de l'acupuncture en Europe, et gagne sa vie en tant que praticien de cet art et en cuisinant pour des groupes. Publie des articles sur l'acupuncture, le judo, le haïkaï, le bonsaï, et aussi Le Livre des Fleurs (Vrin, Paris).

- 1935 - Revient au Japon et y introduit un modèle d'avion ultraléger : le "Pou du Ciel". Fonde la revue Musubi qui durera dix ans.

- 1936 - Rencontre Lima, qui deviendra sa compagne jusqu’à la fin de ses jours (il était séparé de sa première femme).

- 1937 - Elu Président de la société Shokuyo-Kai, qui déménage à Tokyo dans un nouveau bâtiment de trois étages. Leur revue atteindra les 10 000 abonnés.

- 1938 - Traduit en japonais L’Homme, cet inconnu, d’Alexis Carrel.

- 1939 - Quitte la société Shokuyo-Kai.

- 1940 - Fonde l’Institut du Principe Unique, à Otsu.

- 1941 – 1944 - Pendant cette période, ses activités contre la guerre lui vaudront d’être poursuivi et arrêté plusieurs fois ; il donne des conférences et écrit une quarantaine d’ouvrages pour dénoncer, de manière plus ou moins masquée, le militarisme de son pays. Dans un petit livre, Ce qui fera périr le Japon (écrit en 1931 et réédité), prédit son entrée en guerre et sa défaite. Dans un autre, Le Dernier et Éternel Vainqueur, prédit la retraite des Anglais de l'Inde et l'assassinat de Gandhi. Écrit également : Au Front de la Lutte pour la Santé, L’Aliment qui gagnera la guerre, 4 000 Ans d’Histoire de la Chine (Vrin, Paris), La Fatalité de la Science, Nouvelle Étude sur la stratégie de Song-Tsé…

- 1944 - Réaffirme la défaite du Japon. Écrit à ses étudiants au front : « Abstenez-vous de toute nourriture, soyez le dernier vainqueur. Même au prix de la désobéissance, tâchez de survivre ». Tente d'entrer en Russie par la Mandchourie pour convaincre les dirigeants soviétiques d’intercéder pour la paix, mais il est arrêté. S'enfuit et rentre au Japon.

- 1945 - Inculpé d'espionnage et torturé, puis condamné à mort, il est libéré grâce à l'intervention du Procureur Sato. Tente de convaincre le général Jo Iimura de faire un coup d'État et de proposer la paix aux États-Unis. Arrêté et condamné à mort de nouveau, il est libéré à l’arrivée des Américains. Crée une nouvelle revue, Le Compas, pour essayer de rassembler ses amis dispersés.

- 1946 – 1948 - Fonde un collège pour les jeunes filles. Collabore avec le "Mouvement Fédéraliste Mondial" aux côtés d'Albert Einstein, Norman Cousins, le Dr. Albert Schweitzer, Thomas Mann et Pierre Gevaert (fondateur de la première usine européenne de produits macrobiotiques). Traduit de l’anglais le livre Meeting of East and West, du Dr F.S.C. Northrop.

- 1948 - Interdit d’activités publiques par Douglas MacArthur à cause de son livre Ce qui fera périr le Japon, considéré cette fois-ci comme trop nationaliste ; il crée néanmoins un centre d’études macrobiotiques, "la Maison Ignoramus", et le journal Le Gouvernement Mondial.

- 1949 – 1953 - Démarre la revue médicale Sana. Commence à écrire une lettre ouverte mensuelle adressée à 120 personnalités du monde entier. Rencontre avec Morihei Ueshiba. Encourage ses premiers étudiants à quitter le Japon pour divulguer la Macrobiotique ; Michio Kushi, Aveline Kushi, Herman et Cornelia Aihara ainsi que Bernadette Kikuchi partent vers l’Amérique à cette période. Publie Le Livre du judo (CIMO, Paris), La Jeunesse de Benjamin Franklin et Clara Schumann (Kusa, Gand)

- 1953 - Quitte le Japon en compagnie de Lima pour faire connaître la Macrobiotique autour du monde. Écrit Gandhi, un Enfant Eternel (Trédaniel, Paris).

- 1954 - Arrive en Inde, où il établit un Institut du Principe Unique et une section japonaise à l'Université d'Aurobindo.

- 1955 - Départ pour l'Afrique, où il jeûnera 54 jours tout en parcourant 7 000 km sans cesser ses conférences et consultations. Arrive à Lambaréné, au centre hospitalier du Dr Albert Schweitzer.

- 1956 - Rencontre avec le Dr Schweitzer. Contracte les ulcères tropicaux (maladie considérée incurable sans traitement conventionnel) et se guérit avec sa méthode alimentaire pour tenter de convaincre le "Grand Docteur", en vain. Écrit La Philosophie de la médecine d'Extrême-Orient (Vrin, Paris). Arrive en France, où il présente son enseignement de la Macrobiotique sous sa forme définitive.

- 1957 - Premier camp d’été macrobiotique à Chelles, qui sera par la suite connu sous le nom de "camp des miracles", dû au nombre spectaculaire de guérisons[réf. nécessaire]. Fait paraître la revue Yin-Yang et publie Jack et Mitie en Occident (Vrin, Paris).

- 1958 - Obtient la médaille d'argent de la Ville de Paris. Élu député de "Citoyens du Monde".

- 1958 – 1964 - Divers camps d'été en France (Saintes-Maries, Préfailles, Ballons, Saint-Médard-de-Guizières), et voyages aux États-Unis En 1959 préside le Congrès mondial des "Citoyens du Monde", à Vienne, aux côtés d’autres personnalités. À partir de 1960 s’installe à Bruxelles. Ouverture de la première usine européenne de produits macrobiotiques "Lima", en Belgique. Collabore avec les Dr Chishima et Morishita, biologistes spécialistes du cancer. Organise des camps d'été aux États-Unis (le premier en 1960, à Long Island). En août 1963 prédit l'assassinat du Président Kennedy dans le journal américain N. Y. Herald Tribune. Publie Le Zen Macrobiotique, Le Cancer et la Philosophie d'Extrême-Orient et L'Ère atomique (les trois chez Vrin, Paris).

- 1962 – 1964 - Expériences sur les transmutations, avec le Dr Louis Kervran, duquel il traduit en japonais Les Transmutations biologiques à faible énergie. Suivant ses directives, ses disciples au Japon réussissent à transmuter Na en K. Première usine de produits macrobiotiques aux États-Unis, "Chico-San", en Californie (1962)

- 1965 - Dernier camp d'été en France, à Port Manech. Publie Déclaration de la Paix mondiale et éternelle. Voyages à travers l’Europe et les États-Unis en donnant des conférences, des cours et des consultations. Il est présent aussi au Viêt Nam.

- 1966 - Organise au Japon les premiers "Jeux Olympiques Spirituels et Culturels" qui auront lieu en été, et où 300 représentants du monde entier sont invités. Le futur maître zen Taisen Deshimaru en sera le Secrétaire Général et on comptera avec la présence du Ministre de l'Hygiène. Écrit L'Éducation de la Volonté (Vrin, Paris), son dernier texte en japonais.

- 1966 - Le 24 avril décède chez lui à Tokyo, d’un arrêt cardiaque, pendant qu’il répond à son courrier.

## Œuvres de Georges Ohsawa

### Éditées chezVrin, Paris
- Le Principe Unique de la Philosophie et de la Science d'Extrême-Orient (1931[5])
- Le Livre des Fleurs, Librairie Plon, 1935, rééd. Vrin, 1972, 1989
- L'Acupuncture et la Médecine d'Extrême-Orient (1934)
- Le Livre du judo (1942)
- 4000 ans d'Histoire de la Chine (1943), trad. du japonais par Clim Yoshimi
- L'enfance de Benjamin Franklin (1952), trad. du japonais par Roland Yasuhara
- Deux Grands Indiens au Japon (1954), trad. du japonais par Clim Yoshimi
- La Philosophie de la Médecine d’Extrême-Orient (1956)
- Jack et Mme Mitie en Occident (1957)
- Le Zen Macrobiotique (1961)
- L'Ère atomique et la Philosophie d'Extrême-Orient (1962)
- Le Cancer et la Philosophie d’Extrême-Orient (1964)
- La Vie Macrobiotique (1937), avec une Méthode d’Éducation ("L'Éducation de la Volonté") (1966), trad. du japonais par Clim Yoshimi (1969)

### Autres éditeurs
- Clara Schumann et la dialectique du principe unique (1948), trad. du japonais par Clim Yoshimi (Gand, Centre Macrobiotique Kusa, 1981) (OCLC 21393150)
- Gandhi, un enfant éternel (1953) (Trédaniel, Paris ; rééd. Éditions de la Maisnie, 1983) (OCLC 83800165)
- Aide-mémoire macrobiotique (1961) (Centre macrobiotique de Belgique) (OCLC 462121740)
- Lettres Ignoramus (1957 - 1958) (CIMO, Paris) (OCLC 462121795)
- Conférences (1957 - 1965)(CIMO, Paris) (OCLC 462123044)

### Sources
- Clim Yoshimi : Biographie chronologique, publiée dans le livre Le Principe de la Paix Eternelle, de Jacques Mittler.
- Clim Yoshimi : Une Vie de Rêve et de Poésie, biographie approfondie sur les années 1893-1956, publiée dans la revue Ignoramus du C.I.M.O., Paris (no 36 à 40).
- Biographie chronologique des Publications GEA, Uruguay.
- Biographie chronologique parue dans Non Credo, Kushi Macrobiotics Newsletter, du mois de mars

1990 .
- Publié dans la rubrique Médecine page 172 b du quid 1990 , Macrobiotique, définition, Histoire, Indications.

2003.
- Georges Ohsawa : L'Ascaride Grand Comme un Dinosaure, récit autobiographique, publié dans le no 25 de la revue Ignoramus, CIMO, Paris.
- Livres et conférences d'Ohsawa [voir bibliographie].